# Żełyd
Żełyd (bułg. Желъд) – wieś w Bułgarii, w obwodzie Szumen, w gminie Smjadowo. W 2024 roku liczyła 40 mieszkańców.